# Dreamboat Annie
Albums de Heart
Little Queen
(1977)
Dreamboat Annie est le premier album studio du groupe rock américain Heart. À l'époque, le groupe était basé à Vancouver, en Colombie-Britannique ; l'album a été enregistré là-bas et fut publié d'abord au Canada par le label local Mushroom Records à l'été 1975. Il a ensuite été lancé aux États-Unis le 14 février 1976 par la filiale de Mushroom Records à Los Angeles. L'album a donné lieu à quatre singles à succès, How Deep It Goes, Magic Man, Crazy on You et Dreamboat Annie qui sont devenus des incontournables de la radio FM. Le producteur Mike Flicker a aidé le groupe à peaufiner leur son et à obtenir un contrat d'enregistrement avec le label.

## Enregistrement
L'album a été enregistré sur un magnétophone 16 pistes Ampex MM1000 (qui appartenait auparavant à United Western Recorders) aux studios Can-Base à  Vancouver, C.-B., qui ont été plus tard renommé Mushroom Studios. C'était le premier album à succès enregistré là-bas.

## Sortie
Le premier single de Heart How Deep It Goes/Here Song (M-7008) reçut peu d'attention lorsqu'il fut publié au Canada par la Maison de disques Mushroom en 1975. Le deuxième single Magic Man/How Deep It Goes a été choisi pour la première fois à la radio par CJFM-FM 96 à Montréal, alors que le groupe était en tournée pour jouer dans de petites salles.
Dreamboat Annie a été publié à la suite du succès du deuxième single. La couverture de l'album a été conçue par Deborah Shackleton, enseignante en conception de communication de l'Université Emily Carr. Le premier succès radiophonique de Heart leur a valu d'ouvrir pour un concert de Rod Stewart à Montréal en octobre 1975. De plus en plus de stations radiophoniques canadiennes ont suivi, en partie parce que les enregistrements de Heart se sont qualifiés pour les besoins de diffusion de contenu canadien. L'album a vendu un impressionnant 30 000 exemplaires à travers le Canada au cours des premiers mois.
Mushroom a ensuite formé une division américaine et a publié Dreamboat Annie le jour de la Saint-Valentin 1976 dans la région de Seattle, où les membres de Heart avaient vécu et joué avant de déménager au Canada au début des années 1970. L'album a été joué par les stations de radio  KISW et de KZOK de Seattle et a immédiatement vendu 25 000 copies supplémentaires dans la région. Le groupe et leur label ont alors commencé à travailler ensemble pour construire le succès de l'album ville par ville. Selon Flicker, cela faisait partie d'un plan pour convaincre les distributeurs de disques que Mushroom avait un album à succès, pour que celui-ci obtienne une distribution nationale.

## Conséquences
Le succès de l'album a indirectement conduit à une rupture entre le groupe et le label. Les premières fissures sont apparues lorsque le groupe a tenté de renégocier le taux de redevance pour mieux correspondre à ce qu'un groupe ayant vendu un album  platine devrait gagner. Pour cela Michael Fisher, qui était le petit ami d'Ann Wilson à l'époque, s'est retiré en tant que directeur de facto et Ken Kinnear a été embauché. La position ferme de Mushroom dans les négociations, ainsi que leur opinion que le groupe était peut-être une merveille à succès, ont conduit Mike Flicker à quitter le label. Il a cependant continué à produire pour Heart. 
La relation s'est complètement effondrée lorsque le label a acheté une publicité pleine page dans le magazine Rolling Stone, comme une page d'accueil de National Enquirer. L'annonce utilisait une photo similaire à celle de la pochette de l'album Dreamboat Annie, montrant Ann et Nancy dos à dos avec les épaules nues. La légende sous la photo lisait "C'était seulement notre première fois". Le groupe n'avait pas été consulté et était furieux du double sens de la légende.
Comme le label ne pouvait plus fournir à Flicker le titre de producteur spécifié dans le contrat, le groupe a pris ses dispositions et a signé avec Portrait Records. Mushroom a insisté sur le fait que le groupe était toujours lié au contrat qui prévoyait deux albums. Ainsi, Mushroom a publié l'album Magazine avec des chansons incomplètes, des démos et des chansons enregistrées live avec une notice sur la jaquette.
Le label a reçu une injonction fédérale pour arrêter la distribution de l'édition 1977 de l'album Magazine. La plupart des 50 000 premiers pressages ont été retirés des magasins. Le tribunal a finalement décidé que le groupe pourrait signer avec Portrait, mais qu'ils devaient un deuxième album à Mushroom. Heart est alors retourné en studio pour réenregistrer, remixer, éditer et réorganiser les enregistrements. Ainsi l'album Magazine a été réédité en 1978 et vendu un million d'exemplaires en moins d'un mois. 
Shelley Siegel, la promotrice de la pub "First Time" et vice-présidente de la maison de disques, est décédée quelques mois après la réédition, et Mushroom Records a fait faillite deux ans plus tard. L'épisode a eu au moins une répercussion de plus. Peu de temps après la publication de l'annonce, un promoteur de radio a demandé à Ann de parler de son amant; il faisait référence à Nancy, ce qui implique que les sœurs étaient des amantes lesbiennes incestueuses. La rencontre a rendu Ann Wilson furieuse, elle est retournée à son hôtel et a écrit les premiers jets de ce qui est devenu la chanson typique de Heart, "Barracuda".

## Liste des chansons
- Toutes les chansons signées Ann et Nancy Wilson, sauf mention contraire. 
1. Magic Man - 5:28
2. Dreamboat Annie (Fantasy Child) - 1:10
3. Crazy on You - 4:53
4. Soul of the Sea - 6:33
5. Dreamboat Annie - 2:02
6. White Lightning and Wine - 3:53
7. (Love Me Like Music) I'll Be Your Song - 3:20
8. Sing Child - 4:55 - (A. Wilson, N. Wilson, Steve Fossen, Roger Fisher)
9. How Deep it Goes - 3:49 - (A. Wilson)
10. Dreamboat Annie (Reprise) - 3:50

## Personnel
- Selon le livret inclut avec le CD. 
- Ann Wilson : Chant (1-10), chœurs (3,7–9), guitare acoustique (9), flûte traversière (2,5,8,10)
- Nancy Wilson : Chœurs (3,5–10), guitare électrique (1,6), guitare acoustique (1,3,5–7,9,10), guitare acoustique 12 cordes (4)
- Roger Fisher : Guitare électrique (1,3,4,6-9), guitare acoustique (1), banjo (5), lap steel (7)
- Howard Leese : guitare électrique (1,3), cloches (5), synthétiseur (1), arrangements orchestraux (4,7,9,10), chœurs (8)
- Heart : arrangements

## Personnel additionnel
- Rob Deans : Synthétiseur (3,9), piano (9,10), arrangements orchestraux (4,7,9,10)
- Geoff Foubert : Chœurs (3,5,7,10), banjo (5)
- Steve Fossen : Basse (1,3–8,10)
- Brian Newcombe : Basse (9)
- Ray Ayotte : Congas (1), percussions (4)
- Mike Flicker : Timbales (10), percussions (1), arrangements, production
- Dave Wilson : Batterie (1)
- Kat Hendrikse : Batterie (3–5,7,10)
- Michael Derosier : Batterie (6,8)
- Duris Maxwell : Batterie (9)

- Before Dawn :
- - Tessie Bensussen : Chœurs (3,5,10)
  - Jim Hill : Chœurs (3,5,10)

## Production
- Mike Flicker : Production, ingénieur, mixing, arrangements
- Rolf Hennemann : Ingénieur
- Mike Fisher : Directeur spécial
- Howard Leese : Producteur assistant
- Patrick Collins : Mastering